# Kornamusa

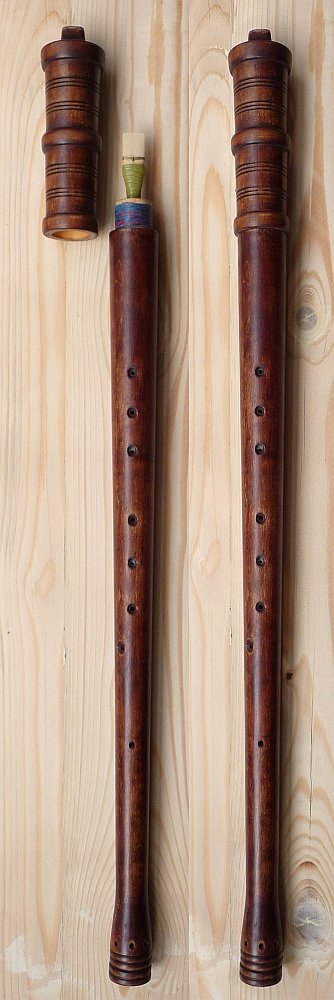
Kornamusa

Kornamusa je dřevěný dechový nástroj s přímým cylindrickým vývrtem a dvojitým plátkem (strojkem), který je uložen ve vzdušnici podobně jako je tomu u dud. Dobu vzniku kornamusy přesně neznáme, v pramenech se její jméno objevuje v 16. století, největší obliby dosáhla pravděpodobně v renesanci. Do současné doby nebyl objeven jediný dochovaný exemplář nástroje, volné repliky jsou vyráběny tedy pouze podle popisů v historických organologických pramenech - obsáhlejší zmínku o nástroji lze například najít v díle Syntagma Musicum Michaela Praetoria (1619).
Kornamusa patří mezi tiché nástroje, barvou zvuku se podobá krumhornu. Hráč vydechuje do štěrbiny vzdušnice, zvýšený tlak ve vzdušnici rozechvěje strojek a ten potom vytváří zvuk. Nástroj je opatřen sedmi prstovými dírkami a jednou palcovou, spodní konec nástroje bývá uzavřen. Byl pravděpodobně vyráběn jako rodina čtyř velikostí SATB, jeho tonový rozsah je malý - nona.